# ربکا هورن
ربکا هورن (انگلیسی: Rebecca Horn؛ ‏۲۴ مارس ۱۹۴۴ – ۶ سپتامبر ۲۰۲۴) مجسمه‌ساز، طراح رقص و کارگردان اهل آلمان بود. وی زمانی که ساکن پاریس و برلین بود به فیلمسازی، مجسمه سازی و اجرا می پرداخت و فیلم‌هایی از جمله اتاق خواب باستر (۱۹۹۰) را کارگردانی کرد. وی همچنین برندهٔ جوایزی همچون پرمیوم ایمپریاله شده‌ بود.